# Хайнрих фон Насау-Диленбург
Хайнрих фон Насау-Диленбург (на немски: Heinrich von Nassau-Dillenburg; * 15 октомври 1550, Диленбург; † 14 април 1574 при Моокерхайде, Лимбург) е най-малкият брат на княз Вилхелм Орански, нидерландският военачалник през нидерландския бунт срещу испанците.

## Живот
Той е дванадесетото дете и последният син на граф Вилхелм фон Насау (1487 – 1559) и втората му съпруга Юлиана фон Щолберг (1506 – 1580).  По-големите му братя са княз Вилхелм Орански (1533 – 1584), граф Йохан VI (1536 – 1606), Лудвиг (1538 – 1574) и Адолф (1540 – 1568).
Хайнрих следва в Льовен и Страсбург. Той и братята му Вилхелм и Лудвиг се присъединяват във войската на Луи I Бурбон-Конде и участват в битка на 3 октомври 1569 г. Хайнрих и брат му Лудвиг са убити на 14 април 1574 г. от испанската войска в битката на Моокер Хайде в Нидерландия. Техните трупове никога не са извадени.